# Жердевка (станция)
Же́рдевка — станция Мичуринского региона Юго-Восточной железной дороги, одна из крупнейших станций на однопутной неэлектрифицированной линии Грязи — Поворино. От станции отходят несколько подъездных путей. Расположена в городе Жердевка Тамбовской области.

## История
Станция «Бурнак» была построена в 1869 году в составе линии Грязи — Борисоглебск, которая затем была продлена до Царицына. Прошла рядом с селом Чибизовка (ныне в черте города Жердевка). В 1904 году была переименована в Жердевку (по ближайшей деревне), в ходе кампании по исключению совпадающих и созвучных названий на сети железных дорог.
В 90-х годах прошлого века старое здание вокзала было снесено, а в качестве нового стало использоваться здание железнодорожной столовой. В декабре 2013 года на станции в ходе реконструкции было отреставрировано старое здание амбулатории, которое теперь является вокзалом.

## Расписание движения

### Поезда дальнего следования
На станции останавливается большая часть следующих по ветке поездов. 
По графику 2022/2023 годов через станцию курсируют следующие поезда дальнего следования:
| Круглогодичное обращение поездов | Круглогодичное обращение поездов | Круглогодичное обращение поездов | Круглогодичное обращение поездов |
| № поезда                         | Маршрут движения                 | № поезда                         | Маршрут движения                 |
| -------------------------------- | -------------------------------- | -------------------------------- | -------------------------------- |
| 1 «Волгоград»                    | Волгоград — Москва               | 2 «Волгоград»                    | Москва — Волгоград               |
| 15                               | Волгоград — Москва               | 16                               | Москва — Волгоград               |
| 89                               | Волгоград — Санкт-Петербург      | 90                               | Санкт-Петербург — Волгоград      |

| Сезонное обращение поездов | Сезонное обращение поездов   | Сезонное обращение поездов | Сезонное обращение поездов   |
| № поезда                   | Маршрут движения             | № поезда                   | Маршрут движения             |
| -------------------------- | ---------------------------- | -------------------------- | ---------------------------- |
| 475                        | Адлер — Москва               | 476                        | Москва — Адлер               |
| 587                        | Имеретинский курорт — Москва | 588                        | Москва — Имеретинский курорт |

### Пригородное сообщение
Пригородные поезда следуют до/от: Поворино, Грязей и Борисоглебска .

## Фотографии станции
- Станция в 1936 году